# Notoreas atmogramma
Notoreas atmogramma là một loài bướm đêm trong họ Geometridae.